# Codex Telleriano-Remensis

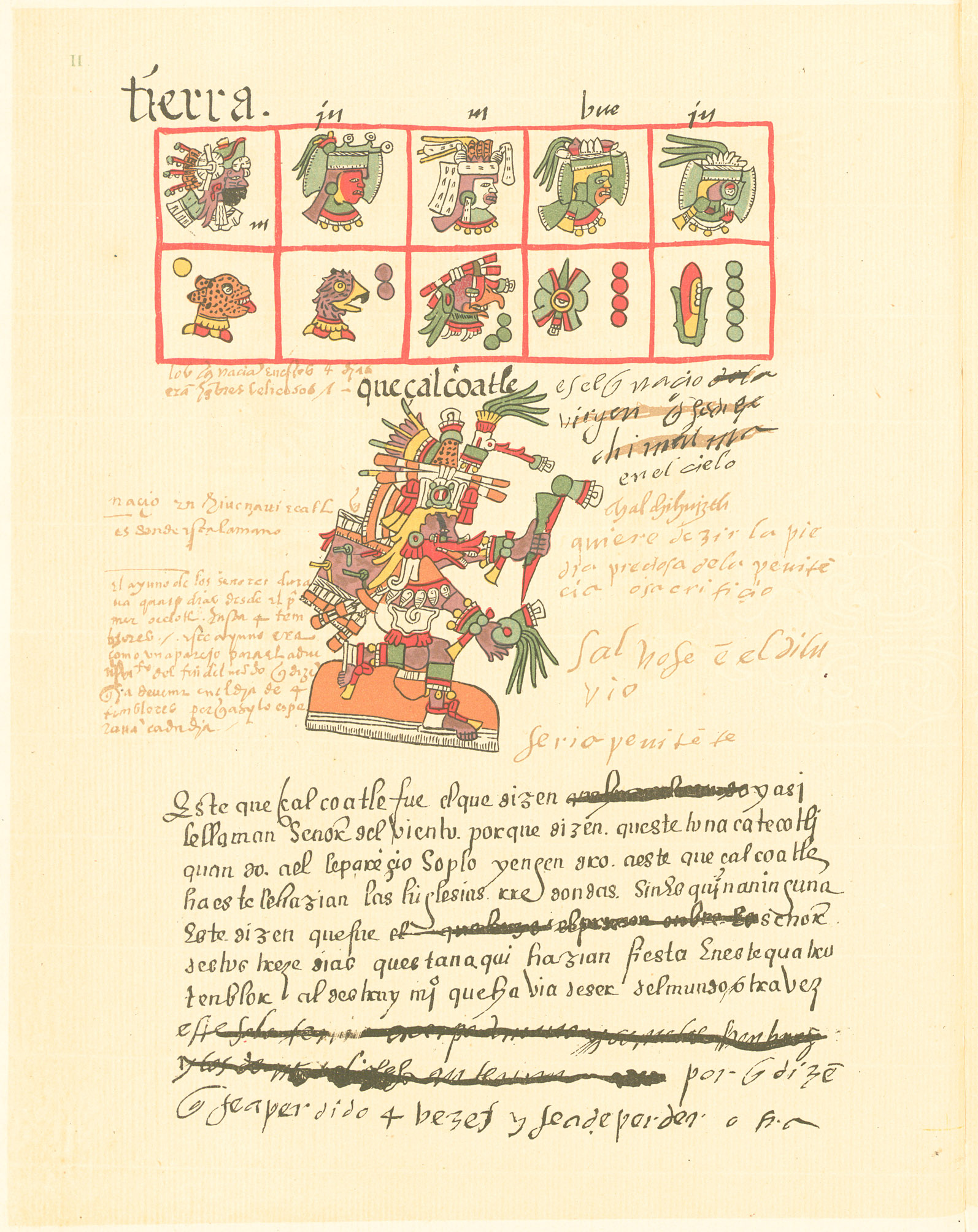
Una de les pàgines de l'edició Loubat del Codex Telleriano-Remensis (vers del foli 8)

El Codex Telleriano-Remensis és un manuscrit il·luminat d'estil asteca realitzat durant l'època colonial sota la direcció de les autoritats espanyoles.

## Contingut
Consta de tres parts: un calendari ritual de les festes fixes de cada vintena mesoamericana, un tonalamatl (almanac endevinatori) i annals històrics de l'Imperi asteca.
La primera part comprén els fulls 1 al 7, la segona els fulls 8 al 24 i la tercera i darrera, els fulls 25 al 50.

## Característiques físiques
Conté 50 fulls de paper verjurat, numerats l'any 1889, d'uns 32 cm d'alçada per 22 cm  d'amplària. La pàgina 35 està en blanc.
El paper té una filigrana d'un disseny de mà o guant d'uns deu centímetres d'alçada.
En l'enquadernació, de vitel·la suau, hi ha escrit el títol Geroglíficos de que vsaban los Mexicanos en lletres gòtiques gairebé esborrades.

## Realització
El van pintar al segle XVI els tlacuiloques indígenes de Mèxic i fou anotat per almenys un autor que va viure a Mèxic i hi va morir. Per això sempre s'ha suposat que s'havia fet allà en paper europeu. Les característiques de la filigrana van permetre a C. - Sr. Briquet afirmar que el paper s'havia produït sens dubte a Gènova a mitjan segle XVI.
Aleshores se l'emportaren a Castella, on sembla que havia estat relligat.

## Nom
El nom, li'l va donar Alexander von Humboldt. Es tracta de la versió llatinitzada del nom del col·leccionista Charles-Maurice Le Tellier, que el tenia en el seu poder a la fi del segle XVII, i el lloc de la seua funció d'arquebisbe (Reims).

## Conservació
El còdex es conserva a la Biblioteca Nacional de França, a París, i està digitalitzat en Gallica.